# Aéroport de Bahrégan
Pour les articles homonymes, voir IAQ.
L'aéroport de Bahrégan (Code AITA : IAQ) est un aéroport en Iran.

## Situation
| Sārī Dasht-é Naz Golfe · persique Téhéran-MehrabadTéh.-Mehrabad Mechhed Téhéran-KhomeiniTéh.-Khomeini Chiraz Kish Ahvaz Ispahan Tabriz Bandar · Abbas Kerman Yazid Abadan Kermanchah Zahedan Bouchehr Qechm Ourmieh Racht Birjand Chabahar Lamerd |